# Acenda a Sua Luz
Acenda a Sua Luz é um álbum de estúdio da cantora brasileira Aline Barros, lançado em janeiro de 2017 pela gravadora MK Music, sendo o último que a cantora lançou pela gravadora.
Produzido pelo tecladista e instrumentista Ruben di Souza, o disco foi gravado durante o ano de 2016, paralelamente à distribuição e divulgação do álbum em espanhol Vivo Estás (2015). O projeto, com canções inéditas, é sucessor do álbum Graça (2013) e conta com as participações de Valmir Bessa, ex-baterista do Quatro por Um e do guitarrista e cantor Wilson Sideral.[carece de fontes?]
O single do álbum foi a canção "Depois da Cruz", composição de Pr. Lucas e Josué Godoi. A faixa foi publicada nas plataformas digitais em 1 de dezembro de 2016.[carece de fontes?]
No dia 16 de novembro, o álbum venceu o Grammy Latino de 2017 de Melhor Álbum de Música Cristã em Língua Portuguesa - o sétimo da carreira de Aline após onze indicações.

## Lançamento e recepção
| Críticas profissionais | Críticas profissionais |
| Avaliações da crítica  | Avaliações da crítica  |
| Fonte                  | Avaliação              |
| ---------------------- | ---------------------- |
| Super Gospel           | [ 4 ]                  |

Acenda a Sua Luz foi lançado na Deezer de forma exclusiva no dia 23 de janeiro de 2017. As demais plataformas digitais, assim como em formato físico, foram lançados no dia 24.[carece de fontes?] O disco recebeu avaliações negativas da mídia especializada. Com cotação de uma estrela e meia de cinco, o Super Gospel afirmou que o álbum é o trabalho menos expressivo da carreira de Aline Barros.

## Faixas
| N.º            | Título                         | Compositor(es)                             | Duração |  |
| 1.             | "Depois da Cruz"               | Pr. Lucas e Josué Godoi                    | 04:52   |  |
| 2.             | "Igual a Ti não Há"            | Delino Marçal                              | 04:54   |  |
| 3.             | "Corre"                        | Pr. Lucas e Aline Barros                   | 03:42   |  |
| 4.             | "Tua Presença é o Céu pra Mim" | Pr. Lucas e Aline Barros                   | 04:03   |  |
| 5.             | "Grande e Simples"             | Samuel Silva e Pr. Lucas                   | 04:27   |  |
| 6.             | "Paulo e Silas"                | Pr. Lucas e Josué Godoi                    | 04:58   |  |
| 7.             | "Encontro Perfeito"            | Marcelo Manhães e Aline Barros             | 06:06   |  |
| 8.             | "Ensina-me a Contar"           | Marcos Rodrigues, Ed Oliver e Aline Barros | 04:51   |  |
| 9.             | "Andar Sobre as águas"         | Marcos Rodrigues, Ed Oliver e Aline Barros | 05:03   |  |
| 10.            | "Mergulhar"                    | Pr. Lucas e Aline Barros                   | 03:54   |  |
| 11.            | "Valente"                      | Pr. Lucas e Aline Barros                   | 03:50   |  |
| 12.            | "A Fé em Ti"                   | Marcos Rodrigues                           | 04:05   |  |
| 13.            | "Outro Não Há"                 | Marcos Rodrigues                           | 03:55   |  |
| Duração total: | Duração total:                 | Duração total:                             | 58:27   |  |

## Indicações e Premiação
Grammy Latino
| Ano  | Categoria                                          | Indicado         | Resultado |
| ---- | -------------------------------------------------- | ---------------- | --------- |
| 2017 | Melhor Álbum de Música Cristã em Língua Portuguesa | Acenda a Sua Luz | Venceu    |

## Ficha técnica
- Aline Barros – vocais
- Ruben di Souza – produção musical, arranjos, teclado, efeitos, programação e violão
- Wilson Sideral – guitarras
- Henrique Garcia – guitarras
- Marco Pontes – arranjos de cordas
- Marcelo Linhares – baixo
- PJ – baixo
- Daniel Danzi – baixo
- Walmir Bessa – bateria
- Aramis Rocha – spalla e violino
- Robson Rocha – violino
- Guilherme Sotero – violino
- Daniel Moreira – violino
- Alexandre Cunha – violino
- Gerson Nonato – violino
- Ariel Sanches – violino
- Rodolfo Lotá – violino
- Daniel Pires  – viola
- Alexandre de Leon  – viola
- Deni Rocha  – violoncelo
- Rafael Cesário – violoncelo
- Paulo Zuckini  – vocal de apoio
- Paloma Possi – vocal de apoio
- Rodrigo Mozart  – vocal de apoio

Equipe técnica
- Bill Reinikova  – enhenharia de som e mixagem
- Enrico Romano  – edição digital
- Ricardo Garcia  – masterização

Projeto gráfico
- Alex Santana  – fotografias
- MK Music – design

## Vídeos oficiais (CanalMK MusicnoYouTube)
| Música                       | Lançamento             | Tipo                     |
| ---------------------------- | ---------------------- | ------------------------ |
| Depois da Cruz               | 1 de dezembro de 2016  | VideoLETRA (Clipe)       |
| Depois da Cruz               | 10 de janeiro de 2017  | Music session            |
| Tua Presença é o Céu Pra Mim | 8 de Fevereiro de 2017 | Music session            |
| Paulo e Silas                | 15 de março de 2017    | Music session            |
| Igual a Ti Não Há            | 17 de abril de 2017    | Music session            |
| Corre                        | 6 de junho de 2017     | Live session             |
| Andar Sobre as Águas         | 27 de junho de 2017    | Live session (com letra) |
| Ensina-me a Contar           | 18 de julho de 2017    | Live session             |
| Encontro Perfeito            | 1 de agosto de 2017    | Live session             |